# 권율장군묘
권율장군묘(權慄將軍墓)는 대한민국 경기도 양주시 장흥면에 있는, 조선 중기의 문신이며 명장인 만취당(晩翠堂) 권율(1537∼1599) 장군의 묘소이다. 1972년 5월 4일 경기도의 기념물 제2호로 지정되었다.

## 개요
조선 중기의 문신이며 명장인 만취당(晩翠堂) 권율(1537∼1599) 장군의 묘소이다.
선조 15년(1582) 과거에 급제한 후 여러 관직을 역임하였으며, 55세 때에는 의주목사로 부임하여 북방 여진족을 방어하였다. 임진왜란(1592∼1598) 중에는 전주에서 군사 만 여명을 지휘하여 독산성에 진을 치고 적이 서쪽으로 진출하는 것을 막았다. 또한 선조 26년(1593)에는 서울을 회복하고자 행주산성으로 진을 옮겨 군·관·민이 힘을 합하여 3만의 왜군을 물리쳤다. 이것이 임진왜란 3대 대첩(진주대첩, 한산도대첩, 행주대첩) 가운데 하나인 행주대첩이다.
장군이 선조 32년(1599)에 62세로 세상을 떠나자 나라에서는 그의 관직을 영의정으로 높였으며, 선조 37년(1604)에는 선무공신 1등에 영가부원군으로 모셔졌다.
현재 묘역에는 장군의 묘를 중심으로 좌우에 전(前)부인 창녕 조씨와 후(後)부인 죽산 박씨가 안장되어 있다. 묘 앞에는 묘비·상석·향로석·동자석 1쌍이 있으며, 좌우에 망주석과 문인석 1쌍을 세웠다. 묘역의 입구에 있는 신도비(神道碑:왕이나 고관 등의 평생업적을 기리기 위해 무덤 근처 길가에 세운 비)는 기존의 신도비 비문이 마모되어 철종 12년(1861)에 장군의 후손들이 새로 세운 것이다.

## 같이 보기
- 권율

## 참고 자료
- 권율장군묘 - 국가유산청 국가유산포털